# Nam Lạc
Nam Lạc (chữ Hán giản thể:南乐县, âm Hán Việt: Nam Lạc huyện) là một huyện của địa cấp thị Bộc Dương, tỉnh Hà Nam Cộng hòa Nhân dân Trung Hoa. huyện Nam Lạc có diện tích 623 km², dân số 470.000 người. Huyện này có mã số bưu chính 457400. Huyện Nam Lạc giáp với các huyện Sân, Ngụy, Đại Danh. Về mặt hành chính, huyện Nam Lạc được chia thành 3 trấn, 9 hương.
- Trấn: Thành Quan, Hàn Trương, Nguyên Thôn.
- Hương: Dương Thôn, Trương Quả Đồn, Thiên Khẩu, Phúc Kham, Cố Kim Lâu, Tây Chiêu, Tự Trang, Lương Thôn, Cận Đức Cố.